# Barnmorska

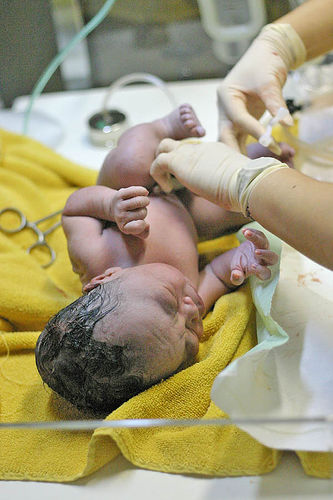
Ett nyfött barn. Barnmorskan sätter en klämma på navelsträngen innan den klipps av.

Barnmorska är ett yrke, som är inriktat på vårdområdet sexuell och reproduktiv hälsa. Här ingår bland annat förlossningsvård, mödrahälsovård (jämför mödravårdscentral), gynekologisk omvårdnad, samt sexual-, preventivmedels- och abortrådgivning till personer i olika åldrar. Mest känt är barnmorskans arbete inom förlossningsvården, där barnmorskan bistår och övervakar den födande och barnet.

## Etymologi
I de olika svenskspråkiga kungliga reglementen kring barnmorskans verksamhet har hon kallats Jordgumma, Barne-Morska, Jorde-Gumma och från 1819 års reglemente Barnmorska. Andra äldre namn har varit närkvinna, ljusmor och hjälphustru.

### Ackuschörska
Sedan 1837 finns ordet ackuschörska belagt i svenskan i betydelsen barnmorska. Det kommer av det närbesläktade ordet ackuschör som betyder gynekolog (läkare), som i sin tur kommer av franskans 'accoucheur'.

### Jordemor

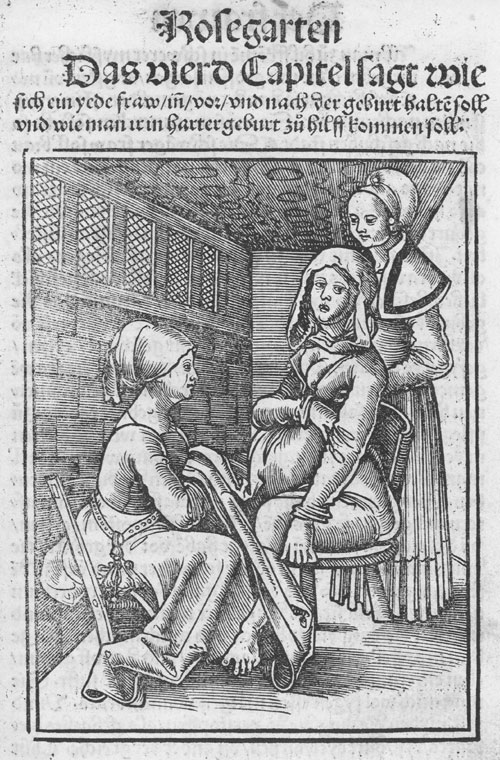
En kvinna föder i en stol. Ur boken Der Swangern frawen vnd hebamme(n) roszgarte(n) av Eucharius Rösslin, 1515

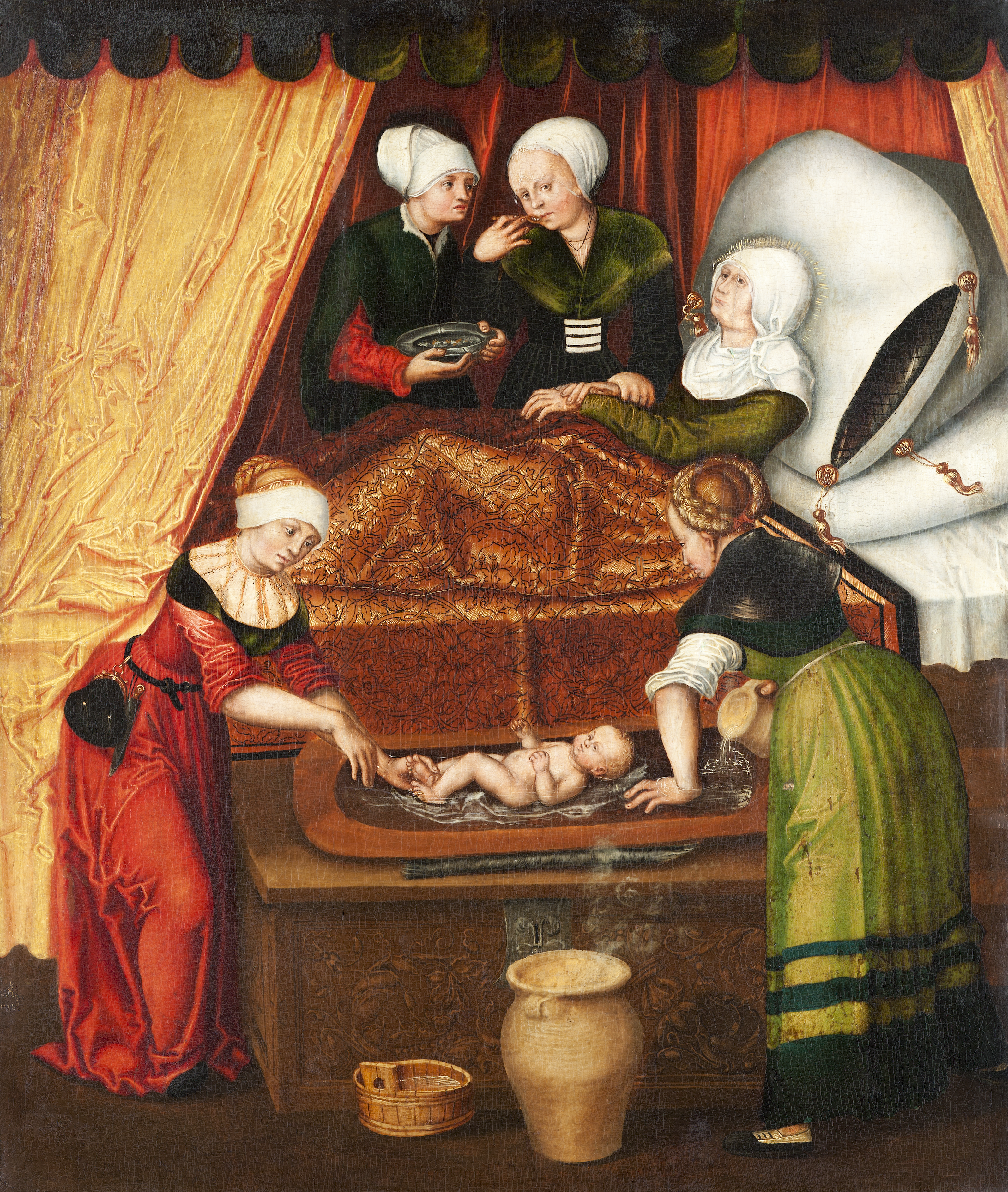
Johannes badas av två kvinnor. I bakgrunden Elisabeth i himmelsäng, bakom denna två kvinnor, den ena med tallrik, den andra med sked. Lucas Cranach, 1518.

Förr kallades i Sverige den som bistod vid förlossningar oftast jordemor eller jordegumma. På danska och norska är ordet för barnmorska fortfarande jordemoder respektive jordmor. På tyska är benämningen hebamme, vilket betyder 'den som lyfter' barnet från jorden. 
Ordet jordemor kan höra samman med det fornnordiska jod, som betyder barn, avkomma. Det kan även härstamma från sedvänjan att det var hon som lyfte barnet "från jorden" för att överlämna det till fadern.

### Obstetrik
Det grekiska ordet 'obstetrix', använt också för barnmorskegrodan, har samma betydelse. Sokrates mor Fainarete, som var barnmorska, har namngett ämnesområdet obstetrik för barnmorskorna och de läkare som under 1800-talet också började verka inom förlossningskonsten.

## Historik
En jordemor hade ingen formell medicinsk utbildning, endast erfarenhet av livet, och födande. Hon var ofta en äldre kvinna, gift eller änka, som själv fött barn. Hon var en "klok gumma" med magiska krafter och ovanlig kunskap som ofta gick i arv från mor till dotter. Hon hade stor kännedom om örter och deras användning som läkemedel. Jordegumman var alltså en speciell kvinna med "konstförståndiga kvinnohänder", kunskap om det fördolda och om naturen.
Det fanns inga läroböcker i förlossningsmedicin före 1600-talet, jordemodern lärde sig av naturen, erfarenheter och gamla muntligt förmedlade kunskaper. 1609 utkom Diverse observationer rörande sterilitet, missfall, fertilitet, förlossning och kvinnors och barns sjukdomar av fransyskan Louyse Bourgeois (1563–1636) som var Maria av Medicis barnmorska. Bourgeois var lärjunge till den kände fältskären Ambroise Paré och tog, efter fem års praktik, examen hos läkarkåren i Paris.
Den tyska hovbarnmorskan Justine Siegemundin (1670–1750) gav 1690 ut boken Den Kur-Brandenburska Hofbarnmorskan – en högst nödig undervisning om svåra förlossningar och oriktigt liggande foster, framställda uti ett samtal.

### Sverige

#### Jordegummor
Det första kända reglementet för "jordgummor" i Sverige var från 1557. De första böckerna i ämnet skrivna av kvinnor kom först på 1600-talet och var inte kända av de svenska jordemödrarna på landsbygden.
Sveriges mest kända jordemor, tyskan Catarina Wentin, förlöste drottning Ulrika Eleonora när Karl XII föddes 1682. Hon hade stora kunskaper i medicin och var respekterad av den svenska läkarkåren. Catarina skrev ingen bok men ledamoten i Collegium Medicum, Johan von Hoorn, refererar till henne i sin bok Den svenska wäl-öfwande Jord-gumman, som gavs ut 1697.

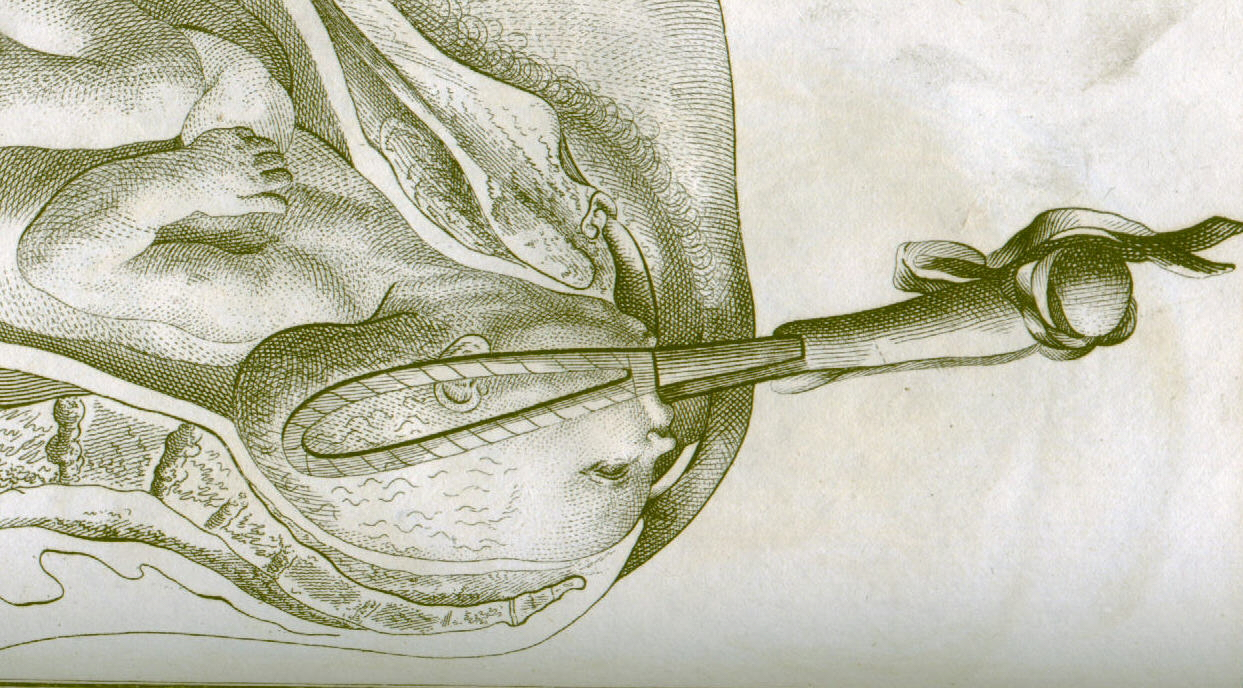
Förlossning med tång. Illustration från 1792.

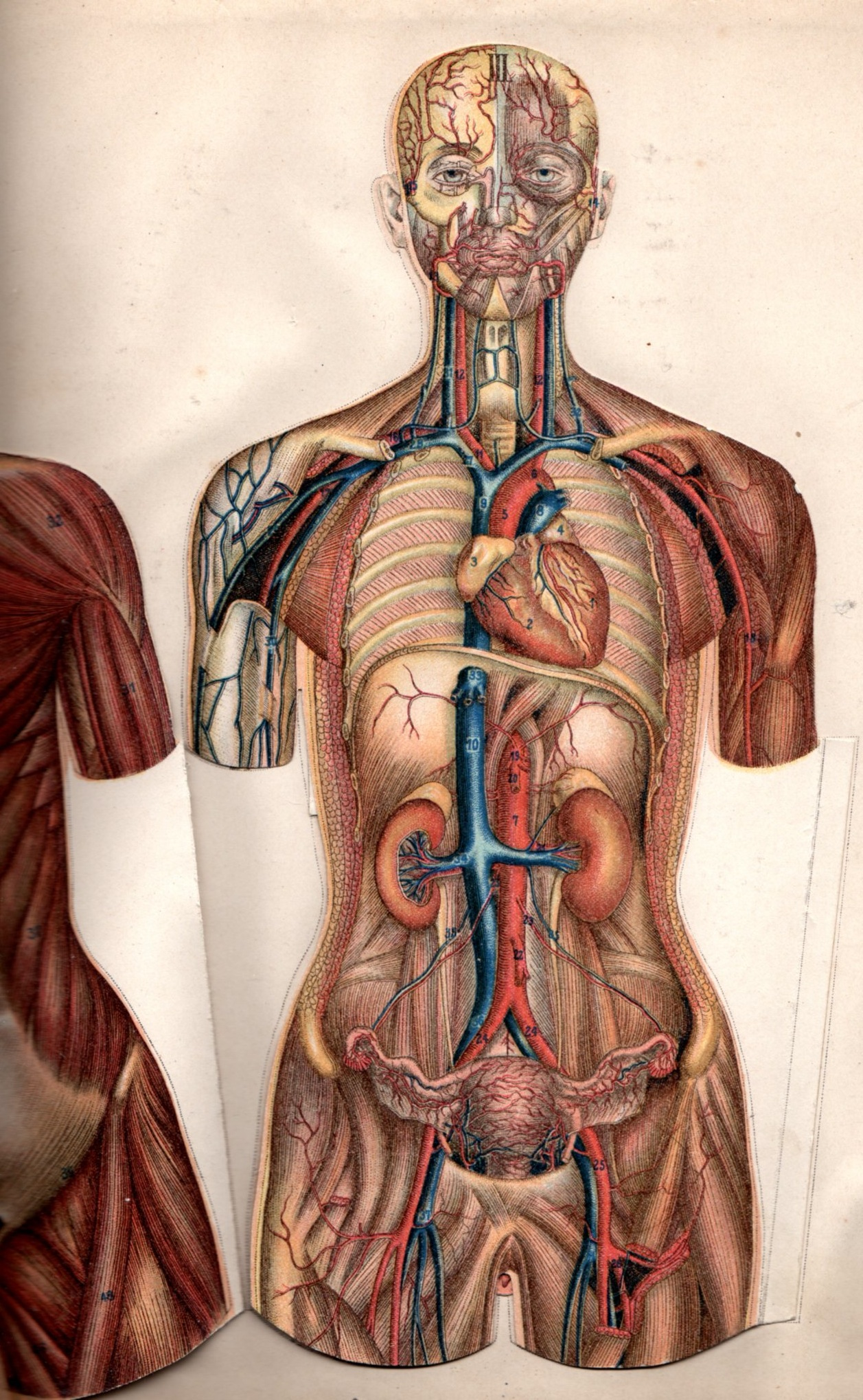
Ur boken "Qvinnans kropp i bilder, med förklarande text av Dr. G. Panzer." 1897.

Det är vid denna tid mannen, läkaren, och vetenskapen började sitt intåg i denna kvinnliga sfär. Genom bildandet av Collegium medicum 1663 började läkarna utöva ett förmyndarskap över barnmorskorna. Nya reglementen infördes, bland annat förbjöds jordemodern att använda instrument som till exempel förlossningstänger. I en förordning från 1711 står det skrivet: "Ingen av dem skall understå sig att bruka instrumenter och Järnvärcktyg; utan kan förlossning utan dem ei förrättas, skal hon sådande personer der til hämta, som der uti öfvade äro". Det vill säga: om barnmorskan behöver använda tång så måste hon tillkalla en läkare, som alltid var en man. Kvinnor kunde inte utbilda sig till läkare, inte bli medlemmar i Collegium Medicum, och var följaktligen utestängda från de kretsar som formulerade reglementen för yrket. Först 1870 tilläts kvinnor i Sverige studera medicin.
Läkaren Johan von Hoorn kallade jordegummorna "fyllekärringar" och skrev att man oftare fann dem "med Fingren uti Fatet och med Näsan uti Kannan, än hielpa en uti Döds-Ångset swäfande Hustru uti des swåra Barn-Fänge", men hans bok Den svenska wäl-öfwande Jord-gumman är i många stycken förvånansvärt modern. Han anses vara obstetrikens fader i Sverige, och den som grundlade ett ordnat förlossningsväsende.
Jordemödrarna i Stockholm hade ett skrå. Vilket år det grundades vet man inte, men skrået fungerade fram till 1819. Deras utbildning bestod i att gå i lära hos en jordemor i fyra år och att klara en svår förlossning ansågs som lärlingens gesällprov. Enligt skråets förordning skulle de också en gång per år närvara vid en obduktion av en kvinnokropp för att få kunskap om kvinnans anatomi. En skråmedlem skulle avlägga ed inför Collegium Medicum.
Från 1700-talet började utbildade barnmorskor att ersätta jordemödrar utan formell examen och 1819 års reglemente innebar slutligen att jordemorskrået upphörde.

#### Utbildning och lärlingstvång
I Sverige formaliserades barnmorskeutbildningen 1708, då en särskild barnmorskeutbildning startades i Stockholm av läkaren Johan von Hoorn. 
På initiativ av collegium medicum 1750 skulle en kvinna från varje stad sändas till Stockholm för att erhålla barnmorskeundervisning, och exempelvis Härnösand fick därmed sin första utbildade barnmorska 1751. Utbildning förlades i slutet av 1700-talet även till Lund och Göteborg. 
Stockholmsreglementet 1711 gällde skyldigheter för barnmorskor i Stockholmsområdet; hon skulle gå minst två år som lärling, anmäla sig hos en läkare och av honom bedömas om hon befanns "tienlig och skickelig", efter lärlingstiden examinerades hon av Collegium Medicum. År 1777 utfärdades ett för hela landet gällande reglemente med liknande regler. Licenstvånget för landsbygdens barnmorskor avskaffades dock på begäran av bondeståndet redan tre år senare, eftersom landsbygdens socknar inte ville bekosta en resa till Stockholm för sina barnmorskor.
Den examinerade barnmorskan Helena Malheim skrev 1756 barnmorskeboken Barnmorske Lära, som av Collegium Medicum nekades publicering. Man menade att den "inte fyllde något behov", dessutom var en läkare i collegiet just i färd med att ge ut en bok i ämnet. Malheims bok gavs ut först 1995.
De kvinnor som kunde både finska och svenska examinerades och legitimerades för tjänstgöring i Finland, men även i till exempel Haparanda alternativt Torneå. Professorn i Åbo fick börja examinera och legitimera dessa kvinnor, som då vanligen haft sin praktik hos barnmorskorna i den östra riksdelen eller bland finsktalande befolkning i den västra riksdelen. Från finska kriget 1808 och påföljande delning av landets rikshalvor så gällde utbildningen från den finska sidan för lika som utbildningen i Stockholm, Lund och Göteborg.

#### Förlossningsavdelningar
I Stockholm öppnade Serafimerlasarettet 1752, och det hade en särskild förlossningsavdelning där utbildning bedrevs.
Landets första BB, Barnbördshuset Pro Patria, för borgerskapets kvinnor öppnade 1774. Året därpå öppnades Stockholms Allmänna Barnbördshus för fattiga och ogifta kvinnor. Även dessa erbjöd barnmorskeutbildning. I Göteborg öppnades en förlossningsavdelning på Sahlgrenska sjukhuset 1782, och i Lund bedrevs en barnmorskeutbildning 1778–1908.
En barnmorska var emellertid oftast inte knuten till ett sjukhus utan kallades till de hem där en kvinna skulle föda. I 1856 års reglemente stod det: "I stad bosatt barnmorska skall utanför sin boning skylt utsätta. Från sin hemwist må Barnmorska icke aflägsna sig, utan att underrätta de hemmawarande, hwarest hon under tiden är att träffa, eller wid hwad tid hon troligen återkommer. Sådant tillkännagifwande kan äfwen ske genom anslag på dörren."
Under första halvan av 1900-talet blev det vanligt att även landsbygdsbefolkningen födde barn på sjukhus och sjukhem i städerna.

#### Vidareutvecklad yrkesroll
Undan för undan har reglerna kring yrket ändrats; ogifta kvinnor fick bli barnmorskor och från 1829 fick de använda förlossningsinstrument. Genom 1856 års "barnmorskereglemente" krävdes att en jordemor/barnmorska även skulle lära sig vården av späda barn. Barnmorskeutbildning fanns då i Stockholm, Göteborg samt Lund och varade två terminer. Efter godkänt avgångsförhör kunde de gå en kurs i "den instrumentala förlossningskonsten." "Barnmorskereglementet" reglerade även barnmorskornas arbete för att förhindra barnamord, det så kallade barnamordsplakatet.
Vid denna tid kallades ett "examineradt qvinligt förlossningsbiträde" allmänt för barnmorska. Barnmorskeförbundet bildades 1886 och deras tidskrift Jordemodern började ges ut 1888, på initiativ av Johanna Hedén och med en Herr Dr Wretlind som redaktör. Samma år, 1888, utexaminerades Sveriges första kvinnliga läkare - gynekologen Karolina Widerström.
Från att ha varit ett från sjukvården frikopplat yrke har den svenska barnmorskeutbildningen i sin helhet samordnats med hälso- och sjukvården sedan 1960-talet. Då infördes krav på legitimation som sjuksköterska. Eftersom hemförlossningar var vanliga, tjänstgjorde barnmorskor som distriktsbarnmorskor. De skötte då ofta mödravården genom hembesök under graviditeten och kallades till hemmet, när det var dags för kvinnan att föda.

## Sverige

### Utbildningskrav
År 1777 kom det ett barnmorskereglemente som gällde för hela det Svenska Riket. I Sverige är sedan 1950-talet en barnmorska en legitimerad sjuksköterska (vilket i dag innebär universitets-/högskolestudier under tre år) med en specialistutbildning inom sexuell och reproduktiv hälsa. Behörighet att söka specialistutbildning till barnmorska är den som är legitimerad sjuksköterska. Specialistutbildningen bedrivs vid universitet och högskolor och motsvarar tre terminers utbildning med teoretiska studier och praktik inom alla fält där barnmorskor arbetar. Specialistutbildningen leder till yrkesexamen och en akademisk examen på magisternivå. För att få utöva barnmorskeyrket krävs legitimation från Socialstyrelsen.

### Barnmorskans verksamhetsfält

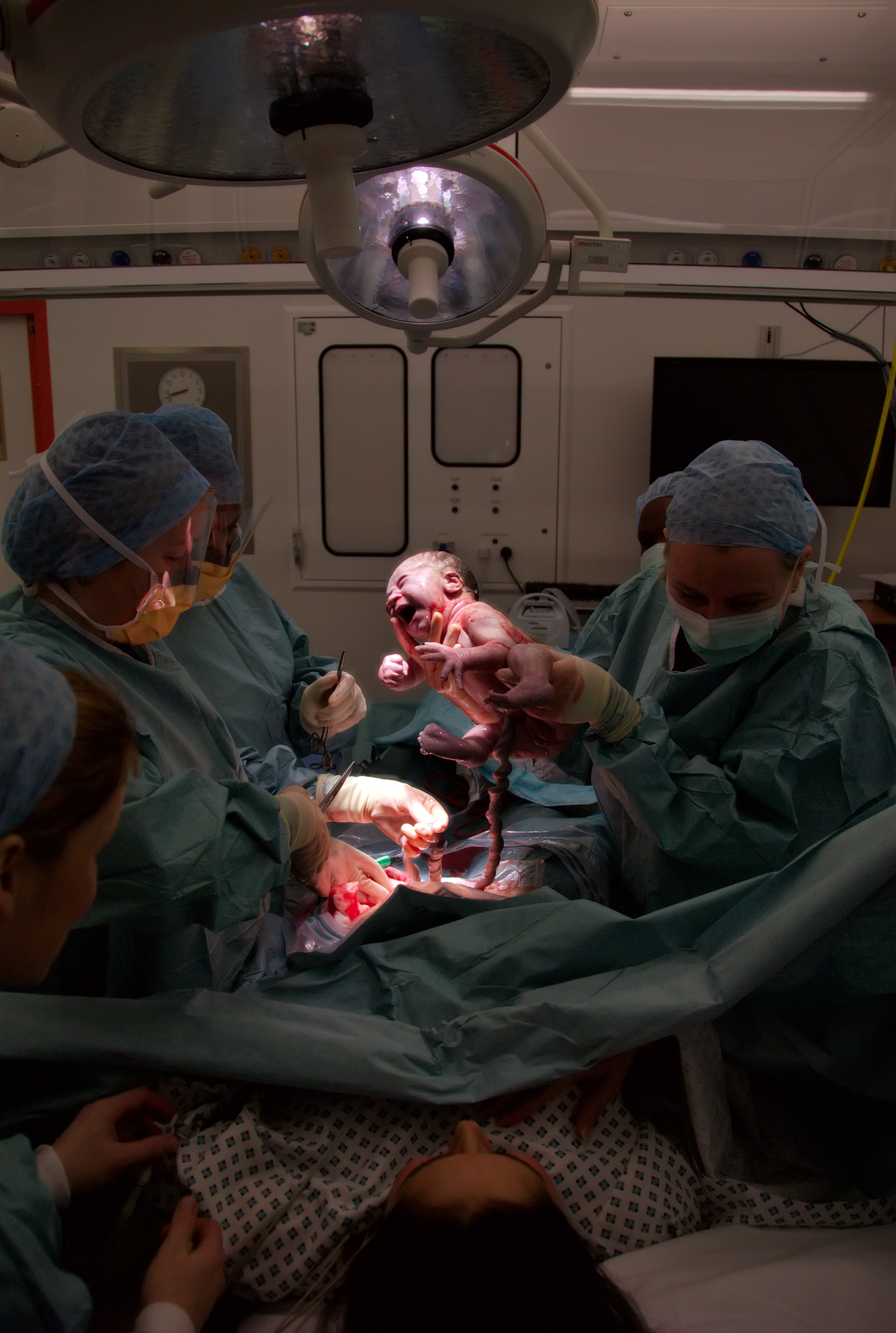
Förlossning med kejsarsnitt.

Barnmorskorna möter i sitt arbete kvinnor i alla livets skeden, från tonåren till efter klimakteriet. Barnmorskan kontrollerar kvinnors hälsa och  övervakar fostret och kvinnan under graviditet och när kvinnan inte önskar bli gravid preventivmedelsbehoven och tar cytologiska prover för att screena för olika cancerformer i livmoderhalsen.
Barnmorskorna som arbetar på ungdomsmottagningar möter både tonåriga flickor och pojkar för preventivmedelsrådgivning. Barnmorskorna deltar också i smittspårningsarbetet för sexuellt överförda sjukdomar, som är vanligare bland unga människor än äldre. Tonåringarna söker sig oftast till ungdomsmottagningarna medan äldre oftast söker eller kallas till venerologimottagningar som finns i alla landsting. Dessa undersökningar och behandlingar är alltid avgiftsfria för patienten, då smittan kan förorsaka svåra konsekvenser, som barnlöshet eller allmäninfektioner i inre organ och leder.
Barnmorskorna som arbetar på sjukhusens kvinnokliniker sköter på vårdavdelningar övervakning av oförlösta kvinnor, som antingen själva har någon sjukdom eller där barnets liv på något vis är hotat. På förlossningsavdelningen handlägger barnmorskor alla normala förlossningar liksom den medicinska övervakningen av mor och barn efter födelsen. Om förlossningen har varit komplikationsfri överförs mor och barn till BB-avdelning, där barnmorskor övervakar mödrarnas hälsotillstånd och bistår med råd för amningen av barnet. Då barnet föds med kejsarsnitt är barnmorskan med på operationsavdelningen för att ta hand om barnet.
På gynekologiavdelningarna vid kvinnokliniker tas kvinnor om hand för kirurgisk eller medicinsk behandling för sjukdomar eller barnlöshet. Också avbrytande av graviditeter, missfall eller aborter behandlas på dessa avdelningar. På dessa avdelningar arbetar ofta barnmorskor och ofta också sjuksköterskor med specialistutbildning i omvårdnad inom allmän medicin och kirurgi.

### Män i yrket
Majoriteten av Sveriges barnmorskor är kvinnor. I vissa andra länder, som till exempel Tanzania och Kenya, är fördelningen mellan män och kvinnor i yrket jämnt fördelad, men där är inte barnmorskor utbildade enligt svensk standard. Den första manliga sjuksköterskan i Sverige (förutsättning för möjligheten att arbeta som barnmorska i Sverige) var Allan Härsing som utexaminerades 1953.
I Sverige var förlossningsrummet en kvinnlig miljö dit inga män fick tillträde förrän sent 1700-tal och tidigt 1800-tal. På landsbygden och bland städernas allmänhet tillkallade kvinnorna manlig hjälp vid behov av muskelstyrka, om förlossningskatastrofer hotade. Barberare och fältskärer samt smeder var män som då tillkallades.
År 1846 observerade läkaren Ignaz Semmelweiss att fler kvinnor dog på förlossningsavdelningar bemannade av manliga kirurger än av kvinnliga barnmorskor, och spårade dessa utbrott av barnsängsfeber tillbaka till att (då enbart manliga) läkarstudenter inte tvättade händerna ordentligt efter att ha dissekerat kadaver, men hans sanitära rekommendationer ignorerades tills acceptansen av bakterieteorin blev utbredd. Argumentet att kirurger var farligare än barnmorskor höll i sig tills studiet av bakteriologi blev populärt i början av 1900-talet och sjukhushygienen förbättrades.  
Läkare i obstetrik hade länge kämpat för att bannlysa barnmorskor från akademi och förlossning, i en tid då kvinnor inte hade rösträtt passade komplicerade arbetsuppgifter inte in, dessa skulle tillfalla männen som då fick yrkestiteln läkare.
Män arbetade således i förlossningsrummet med annan yrkesbakgrund än barnmorska. Manliga barnmorskor sågs inte före andra hälften av 1900-talet.